# Езмате (Бергамо)
Езмате је насеље у Италији у округу Бергамо, региону Ломбардија.
Према процени из 2011. у насељу је живело 284 становника. Насеље се налази на надморској висини од 576 m.